# University of Canberra Capitals
O University of Canberra Capitals é um clube profissional de basquetebol feminino australiano sediado em Canberra, Território da Capital Australiana. A equipe disputa a Women's National Basketball League e possui sete títulos da liga.

## História
Foi fundado em 1984.

## Notáveis jogadoras
- Alana Beard
- Tully Bevilaqua
- Lauren Jackson
- Jennifer Whittle